# Organ
I biologi er et organ (latin: organum, "instrument, værktøj") en samling af biologisk væv, som udfører en specialiseret funktion eller grupper af funktioner. Menneskers og dyrs organer omfatter kirtler, kønsorganer, hjerte, lunger, hjerne, øje, mave, milt, bugspytkirtel, nyre, lever, tarme, huden, livmoder, urinblære, knogler, osv.
En samling af relaterede organer kaldes et organsystem.
Organeller svarer til specialiserede sub-cellulære strukturer.
De indre organer eller indvolde er de af kroppens organer, som ligger inde i kroppen. De indre organer omfatter blandt andet leveren, nyrerne, bugspytkirtlen, hjertet, lungerne, tyk-, tynd- og tolvfingertarmen, mavesækken og milten.

## Organsystemer
Organsystem – et system sammensat af organer, der arbejder sammen om at udføre en eller flere funktioner i kroppen.
- Fordøjelsessystem
- Immunsystem
- Lymfesystem
- Nervesystemet
- Respiration